# 力力溪
力力溪，上游稱為力里溪，為林邊溪的主要支流，位於屏東縣，發源於姑子崙山，有七佳溪、巴菲利溪、巴拿發灣溪、阿樂岸溪等支流，流經春日鄉、來義鄉、枋寮鄉、新埤鄉，於新埤附近注入林邊溪，與林邊溪共同沖積出林邊溪沖積扇。